# Экономика окружающей среды
Экономика окружающей среды (англ. environmental economics) — раздел экономической науки, изучающий экономические аспекты взаимоотношений природы и общества. В программе по экономике окружающей среды Национального бюро экономических исследований (США) сказано: «…областью экономики окружающей среды… являются теоретические и эмпирические исследования экономических эффектов воздействия национальных или местных экологических политик по всему миру…, включая анализ затрат и выгод, связанных с осуществлением различных экологических политик, касающихся загрязнения воздуха, качества воды, выбросов токсичных веществ, утилизации и хранения твёрдых отходов и глобального потепления».
Экономика окружающей среды отличается от экологической экономики тем, что экологическая экономика подчеркивает экономику как подсистему экосистемы с ее акцентом на сохранение природного капитала. Один опрос немецких экономистов показал, что экологическая экономика и экономика окружающей среды — это разные школы экономической мысли, причем экологические экономисты подчеркивают «сильную» устойчивость окружающей среды и отвергают предположение, что человеческий («физический») капитал может заменить природный капитал.

## Проблематика и концепции
По некоторому мнению, предшественником экономики окружающей среды может считаться Томас Мальтус.

### Фиаско рынка
Центральное место в экономике окружающей среды занимает концепция фиаско рынка. Фиаско рынка означает, что рынки не могут эффективно распределять ресурсы. Как утверждают Хэнли, Шогрен и Уайт (2007): «Фиаско рынка происходит тогда, когда рынок не распределяет ограниченные ресурсы для обеспечения наибольшего общественного благосостояния. Существует клин между тем, что делает частное лицо при рыночных ценах, и тем, что общество может хотеть, чтобы он или она защищали окружающую среду. Такой клин подразумевает расточительство или экономическую неэффективность; ресурсы могут быть перераспределены, чтобы улучшить положение хотя бы одного человека, не ухудшая положения других». Распространенные формы фиаско рынка включают экстерналии, неисключаемость и неконкурентность.

### Экстерналия (внешний эффект)
Экстерналия существует, когда человек делает выбор, который влияет на других людей таким образом, что это не отражается на рыночной цене. Экстерналия может быть положительной или отрицательной, но обычно она связана с отрицательными внешними факторами в экономике окружающей среды. Например, просачивание воды в жилых зданиях, происходящее на верхних этажах, влияет на нижние этажи. Другой пример касается того, как продажа древесины Амазонки не учитывает количество углекислого газа, выделяемого при рубке. Или фирма, выбрасывающая загрязнение, как правило, не принимает во внимание издержки, которые её загрязнение накладывает на других. В результате загрязнение может превышать «социально эффективный» уровень, который существовал бы, если бы рынок был обязан учитывать загрязнение. Классическое определение под влиянием Кеннета Эрроу и Джеймса Мида дано Хеллером и Старретом (1976 г.), которые определяют экстерналию как «ситуацию, в которой частная экономика не имеет достаточных стимулов для создания потенциального рынка некоторых товаров, и отсутствие этого рынка приводит к потере эффективности Парето». В экономической терминологии экстерналии являются примерами фиаско рынка, при которых свободный рынок не приводит к эффективному результату.

### Ресурсы общей собственности или общественные ресурсы
Когда исключение некоторых людей из доступа к экологическому ресурсу обходится слишком дорого, ресурс либо называют ресурсом общей собственности (когда существует конкуренция за ресурс, так что использование ресурса одним человеком уменьшает возможность использования ресурса другими) или общественное благо (когда использование ресурса неконкурентоспособно). В любом случае без исключения рыночное распределение, скорее всего, будет неэффективным.
Эти проблемы давно признаны. Концепция трагедии общих ресурсов Хардина (1968) популяризировала проблемы, связанные с неисключаемостью и общей собственностью. «Общие ресурсы» относятся к самому экологическому активу, «ресурс общей собственности» или «ресурс общего пула» относится к режиму прав собственности, который позволяет одному коллективному органу разрабатывать схемы, исключающие других, тем самым позволяя захватывать будущие потоки выгод; а «открытый доступ» подразумевает отсутствие собственности в том смысле, что собственность, которой владеет каждый, никому не принадлежит.
Основная проблема заключается в том, что если люди игнорируют ценность дефицита общих ресурсов, они могут в конечном итоге потратить слишком много усилий на добычу ресурсов (например, рыболовство). Хардин предполагает, что при отсутствии ограничений пользователи ресурса с открытым доступом будут использовать его больше, чем если бы они должны были платить за него и обладали исключительными правами, что приведет к разрушению среды обитания. См., однако, работу Острома (1990) о том, как люди, использующие реальные ресурсы общей собственности, работали над установлением правил самоуправления, чтобы уменьшить риск трагедии общей собственности.
Смягчение последствий изменения климата является примером общественного блага, в котором социальные выгоды не полностью отражаются в рыночной цене. Это общественное благо, поскольку риски, связанные с изменением климата, не конкурируют и не исключаются. Такие усилия не конкурируют друг с другом, поскольку меры по смягчению последствий изменения климата, предоставленные одному человеку, не снижают уровень смягчения последствий, которым пользуются другие. Это действия, не подлежащие исключению, поскольку они будут иметь глобальные последствия, которых никто не может быть лишен. Стимул страны вкладывать средства в борьбу с выбросами углерода снижается, потому что это может вызвать «эффект безбилетника». Более ста лет назад шведский экономист Кнут Викселль (1896) впервые рассказал о том, как рынок может недооценивать общественные блага, поскольку люди могут скрывать свои предпочтения в отношении блага, но при этом пользоваться благами, не платя за них.
- Глобальные биохимические циклы
- Круговорот азота
- Круговорот воды в природе
- Геохимический цикл углерода
- Круговорот кислорода

### Ценность
Оценка экономической ценности окружающей среды является одной из основных тем в этой области. Использование и косвенное использование-это ощутимые выгоды, получаемые от природных ресурсов или экосистемных услуг (см. раздел «Экологическая экономика» Международного общества экологической экономики). Стоимость неиспользования включает ценности существования, альтернативного варианта и природного наследия. Например, некоторые люди могут ценить существование разнообразного набора видов, независимо от воздействия утраты вида на экосистемные услуги. Существование этих видов может иметь альтернативную ценность, так как может существовать возможность использования их для каких-то человеческих целей. Например, некоторые растения могут быть исследованы для получения лекарств. Отдельные люди могут ценить возможность оставить своим детям нетронутую окружающую среду.
Потребительная и косвенная потребительная стоимость часто могут быть выведены из выявленного поведения, такого как стоимость рекреационных поездок или использование гедонистических методов, в которых ценности оцениваются на основе наблюдаемых цен. Стоимость неиспользования обычно оценивается заявленными методами предпочтения, таких как условная оценка или моделирование выбора. Условная оценка обычно принимает форму опросов, в ходе которых людей спрашивают, сколько бы они заплатили за наблюдение и воссоздание окружающей среды (готовность платить) или их готовность принять (WTA) компенсацию за уничтожение экологического блага. Гедонистическое ценообразование изучает влияние окружающей среды на экономические решения через цены на жилье, дорожные расходы и платежи за посещение парков.